# Philip May
 Der er for få eller ingen kildehenvisninger i denne artikel, hvilket er et problem. Du kan hjælpe ved at angive troværdige kilder til de påstande, som fremføres i artiklen.

Philip May (født 3. august 1989) er en dansk realitystjerne.
Philip er mest kendt for sine optrædener i Paradise hotel, Divaer i junglen , Philip May & Simone og på de sociale medier hvor han har over 175.000 følgere
Philip har også været offentligt ude og fortælle om livet med PTSD, blandt andet i en Podcast med navnet Krigens Reality for Danmarks Radio

## Realityprogrammer Philip har deltaget i
1. Paradise hotel sæson 11
2. Jagten på det nye kuld
3. Dagens Mand
4. Helt i skoven
5. Paradise hotel sæson 13
6. WingMan
7. Divaer i junglen (vinderen)
8. Juicy News (vært)
9. Party Chef På Afveje
10. Spindoktorene
11. Hells Kitchen (Gæst)
12. Fangerne på fortet
13. Til Middag Hos
14. Philip May og Simone
15. Krigens Reality
16. Good Luck Guys[4]
17. Bendtner Pranker sæson 2
18. Paradise Hotel sæson 20 (Gæste dommer)
19. Good Luck Guys sæson 3
20. Vild med dans sæson 21

## Andre aktiviteter
May deltager i sæson 21 af Vild med dans. Han skal danse med Camilla Dalsgaard.